# Pavel Bezděčka
Pavel Bezděčka (* 4. července 1952 Praha) je český zoolog, myrmekolog, spisovatel, výtvarník a autor literatury pro děti.

## Život
Pavel Bezděčka se narodil v Praze, ale dětství, mládí a první roky dospělosti prožil v Olomouci. Vystudoval Střední zemědělskou technickou školu v Olomouci, na vysokou školu nebyl kvůli povolání otce, faráře CČSH, přijat. Již v útlém věku byl zapáleným amatérským entomologem, postupně se přidávala řada dalších zálib, od hudby, přes horolezectví po fotografování a malování.
Pracoval v různých, převážně přírodovědně zaměřených profesích. V 90. letech 20. století působil jako referent ochrany přírody Okresního úřadu v Uherském Hradišti, poté jako zoolog a vedoucí Správy CHKO Bílé Karpaty. V té době založil Přírodovědný klub v Uherském Hradišti. Za deset let existence měl klub na 160 členů, a to včetně několika pracovišť odborných ústavů Akademie věd. V rámci své činnosti vydal klub řadu odborných sborníků a specializovaných supplement, v nichž byly převážně publikovány výsledky průzkumů fauny jihovýchodní Moravy. Od roku 2005 zastával Pavel Bezděčka funkci vedoucího krajského střediska Agentury ochrany přírody a krajiny ČR ve Zlíně. V době svého působení na jihovýchodní Moravě publikoval řadu odborných i popularizačních prací, uspořádal několik zoologických seminářů a konferencí, přednášel na školách různého stupně i pro veřejnost. Začal také psát přírodovědné pohádky i další knihy pro širší veřejnost a vystavovat své fotografie.
V roce 2007 se Pavel Bezděčka přestěhoval do Jihlavy a nastoupil na místo kurátora zoologických sbírek Muzea Vysočiny Jihlava. Vedle odborné činnosti se věnuje popularizaci a také literárním a výtvarným aktivitám.

## Odborná činnost
V Muzeu Vysočiny Jihlava působí Pavel Bezděčka jako kurátor sbírek bezobratlých, specializuje se zejména na studium mravenců (myrmekologie) a sekáčů (opilionologie). Podílí se na řešení výzkumných projektů Muzea Vysočiny Jihlava, pravidelně publikuje ve vědeckých časopisech a knihách, je autorem či spoluautorem řady přednášek a výstav. Doposud zveřejnil na 240 odborných textů. Externě spolupracuje s různými univerzitami, výzkumnými ústavy, ochranářskými institucemi v České republice i v dalších evropských zemích. Zapojuje se i do zahraničních výzkumných projektů probíhajících např. v Rakousku, Norsku nebo Peru. Je členem České arachnologické společnosti.

## Popularizace
Pavel Bezděčka se dlouhodobě věnuje popularizaci zoologie, především formou populárně naučných článků, ale i přednášek pro širokou veřejnost a vystupování v médiích. Dosud zveřejnil přes 500 popularizačních textů. V roce 2022 obdržel od výboru České společnosti entomologické cenu za popularizaci entomologie a osvětovou činnost.

## Umělecká činnost

### Literární
Pavel Bezděčka je autorem více než 400 beletristických útvarů, z toho přes 200 činí bajky a pohádky. Mnohé z nich vyšly v knihách v českém jazyce, ale i v němčině, slovenštině nebo ukrajinštině. Je členem české Asociace spisovatelů.

### Výtvarná
Pavel Bezděčka se dlouhodobě věnuje fotografování, a to jak přírody a krajiny, tak umělých objektů. V roce 2012 pro sebe „objevil“ počítačovou malbu (computer painting). Jeho obrazy jsou zastoupeny v soukromých i galerijních sbírkách v České republice a v soukromých sbírkách v České republice, ve Švýcarsku, v Nizozemsku a v Norsku. V posledních letech si pravidelně sám ilustruje i své pohádky. Svá fotografická a výtvarná díla představil na více než 160 individuálních i kolektivních výstavách. Je předseda Spolku výtvarných umělců Vysočiny a je také zapsán v Národním registru profesionálních výtvarných umělců a designérů České republiky.